# Centro Nacional de Arte Flamenco
El Centro Nacional de Arte Flamenco, también conocido como Centro Nacional de Flamenco u originalmente como Ciudad del Flamenco, fue una institución y complejo cultural para la promoción, preservación y divulgación nacional e internacional del arte flamenco en todas sus modalidades, además de haber sido sede del Centro Europeo de Música Andalusí.
El Centro Nacional tendría su sede fija y permanente en el centro histórico de Jerez de la Frontera (Andalucía, España), y dependiendo directamente del Ministerio de Cultura de España. Según el Ministerio de Cultura, el Centro Nacional de Arte Flamenco canalizaría todas las iniciativas que ponga en marcha el Gobierno de España en materia de promoción, difusión, investigación y creación del arte flamenco.
Con la reurbanización de la Plaza de Belén, inaugurada en 2018, y el nuevo complejo museístico anunciado por las administraciones, el Centro Nacional de Arte Flamenco terminó su andadura sin llegar a hacerse realidad.

## Ciudad del Flamenco. Origen del proyecto
En 2003, el Ayuntamiento de Jerez convocó un concurso internacional para la construcción de la llanada Ciudad del Flamenco. Dicho proyecto se ubicaría en el corazón del casco histórico de Jerez de la Frontera, declarado Conjunto Histórico-Artístico, en el solar de la Plaza de Belén. La iniciativa se enmarcó dentro del proyecto de revitalización y recuperación del casco antiguo de la ciudad.

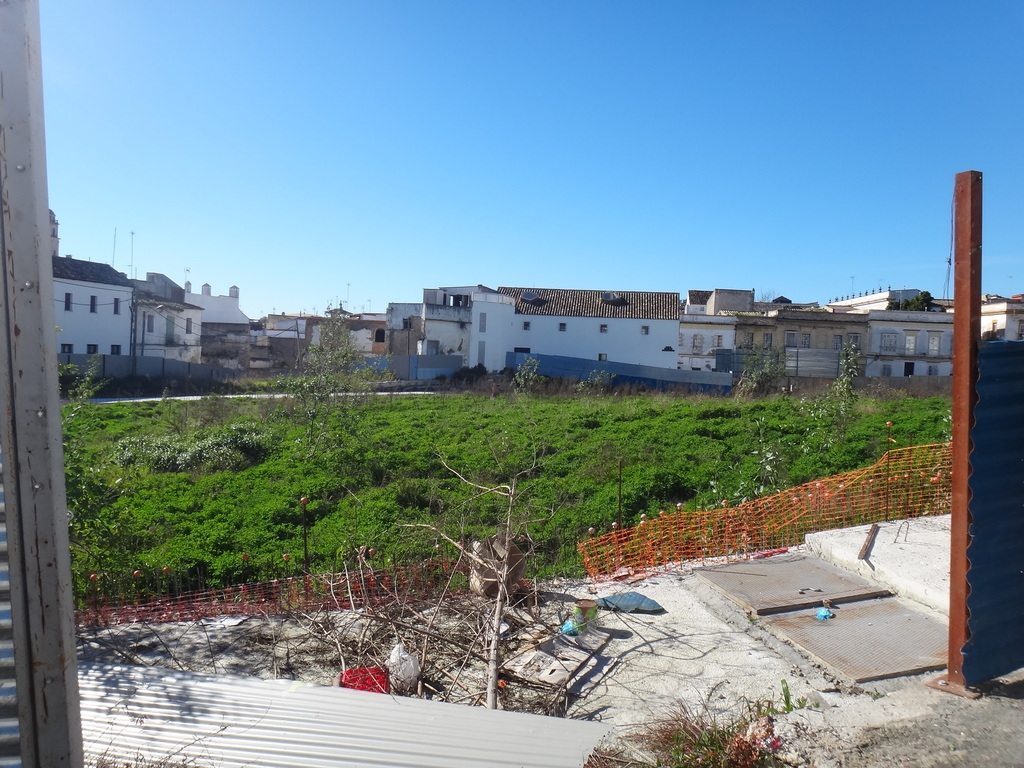
Plaza Belén en obras, con la Nave del Aceite lista

En el concurso de proyectos participaron seis estudios de arquitectura.
- 01. Antonio Cruz y Antonio Ortiz
- 02. Juan Navarro Baldeweg
- 03. SANAA Premio Pritzker 2010.
- 04. Álvaro Siza. Premio Pritzker 1992
- 05. Guillermo Vázquez Consuegra
- 06. Herzog & De Meuron. Premio Pritzker 2001

El jurado, formado por Pedro Pacheco Herrera, David Chipperfield, Luis Fernández-Galiano, Vittorio Magnago Lampugnani y Dominique Perrault declaró el 9 de enero de 2004 ganadora del concurso la propuesta de Herzog & de Meuron.

## Áreas del complejo
El Centro Nacional integrará las siguientes áreas:
- Auditorio Nacional del Flamenco.
- Escuela Superior de Arte Flamenco / Conservatorio Universitario.
- Centro de Investigación y Documentación del Arte Flamenco.
- Museo de Flamenco.[2]
- Centro Europeo de la Música Andalusí.
- Talleres de danza, salas de baile y de guitarra.
- Restaurante con vistas.
- Tablao de grandes dimensiones para espectáculos.

La inclusión del Centro Europeo de la Música Andalusí fue inmediatamente posterior al proyecto inicial. Este Centro añade las siguientes áreas temáticas:
- Zona expositiva.
- Conservatorio Europeo de la Música Andalusí.
- Espacio documental en el Centro de Documentación.
- Programación especial y estable en el Auditorio.

Posteriormente, bajo la nueva óptica de Centro Nacional se enriquecieron los contenidos del complejo y se le otorgó una dimensión mayor al proyecto. El Ministerio de Cultura, anunció que el complejo podría contar con una nueva unidad del Instituto Nacional de las Artes Escénicas y de la Música (Inaem). También se realizan gestiones para que sea sede de la Agencia Andaluza del Flamenco, actualmente en Sevilla.

## Proyecto de Herzog & de Meuron
El proyecto ganador que finalmente dará cuerpo al Centro Nacional de Arte Flamenco corresponde a los arquitectos Herzog & de Meuron. El dúo suizo definió en su pliego de participación la filosofía y espíritu de su proyecto.

En la actualidad, nos encontramos ante un vacío en la tradicional, homogénea y perfecta trama urbana y en este vacío crece de manera natural y casi accidental un pequeño bosque. ¿Qué debemos hacer?. Nos gusta el espacio vacío, nos gustan los árboles, pero también quisiéramos reconstruir la solidez y la presencia física de la antigua Plaza de Belén: ¿Una paradoja?. 

Nuestra propuesta: un jardín tapiado se transforma en la Ciudad del Flamenco. No queremos un icono-hito urbano, sino un puzzle de fragmentos que pueda crecer, que sea capaz de integrar otros edificios, tanto existentes como nuevos. 
El jardín es el corazón de la Ciudad del Flamenco. A partir de ahí, puede crecer y extenderse, para acoger nuevas necesidades y usos. No hay premura y sobre todo, no existen imperativos de tipo arquitectónico-creativo porque la estrategia del proyecto no comprende un solo edificio, sino una ciudad (del flamenco) en la ciudad (de Jerez). 
Un muro parcialmente perforado sigue las líneas históricas de la ciudad. Sobre este muro se eleva la torre, la cual recuerda, en cierta medida, a las dos torres del Alcázar de Jerez entrando en un diálogo urbanístico con la Catedral cercana. 
La materialidad del proyecto traduce la tradicional y pétrea homogeneidad de la vieja ciudad. Tanto el muro perforado como el mundo interior del jardín son una topografía de cuerpos extraídos, soterrados y elevados. Nace una sintonía entre espacio interior y exterior. La Ciudad del Flamenco es una plataforma radicalmente contemporánea y vital para artistas y espectadores. 
Las superficies de la Ciudad del Flamenco son de hormigón in situ , perforado y transformado artificialmente. Siguen las líneas formas y dibujos de la tradición flamenca y de los ornamentos árabes. Las dos tradiciones son sumamente contemporáneas. 
Para ser más precisos, siempre han sido a lo largo del eje temporal nuevas fuentes de inspiración para el arte contemporáneo y la cultura cotidiana: las volvemos a encontrar en la música fusión, punk y rock, en tatuajes, en símbolos y en otras diversas creaciones. Esta ornamentación impregna el hormigón de la Ciudad del Flamenco. 

Nuestra propuesta para Jerez puede ser entendida como una topografía artificial, iconográfica, enraizada en la tradición flamenca, el mundo árabe y la cultura cotidiana.

## Centro Nacional de Arte Flamenco
Después de la elección del proyecto ganador y ante primero la lentitud y luego la paralización en la que se encontraba el proyecto debido a problemas de financiación, en mayo de 2009 el Ayuntamiento de Jerez firmó un acuerdo con el Ministerio de Cultura de España para la conversión del proyecto en Centro Nacional. Para ello, el Ayuntamiento cedió el suelo, el proyecto y la posterior gestión del edificio.
De hecho llegó a inaugurare la Nave del Aceite anunciando una inversión de 30 millones en dos años.

### Centro de Recepción de Visitantes

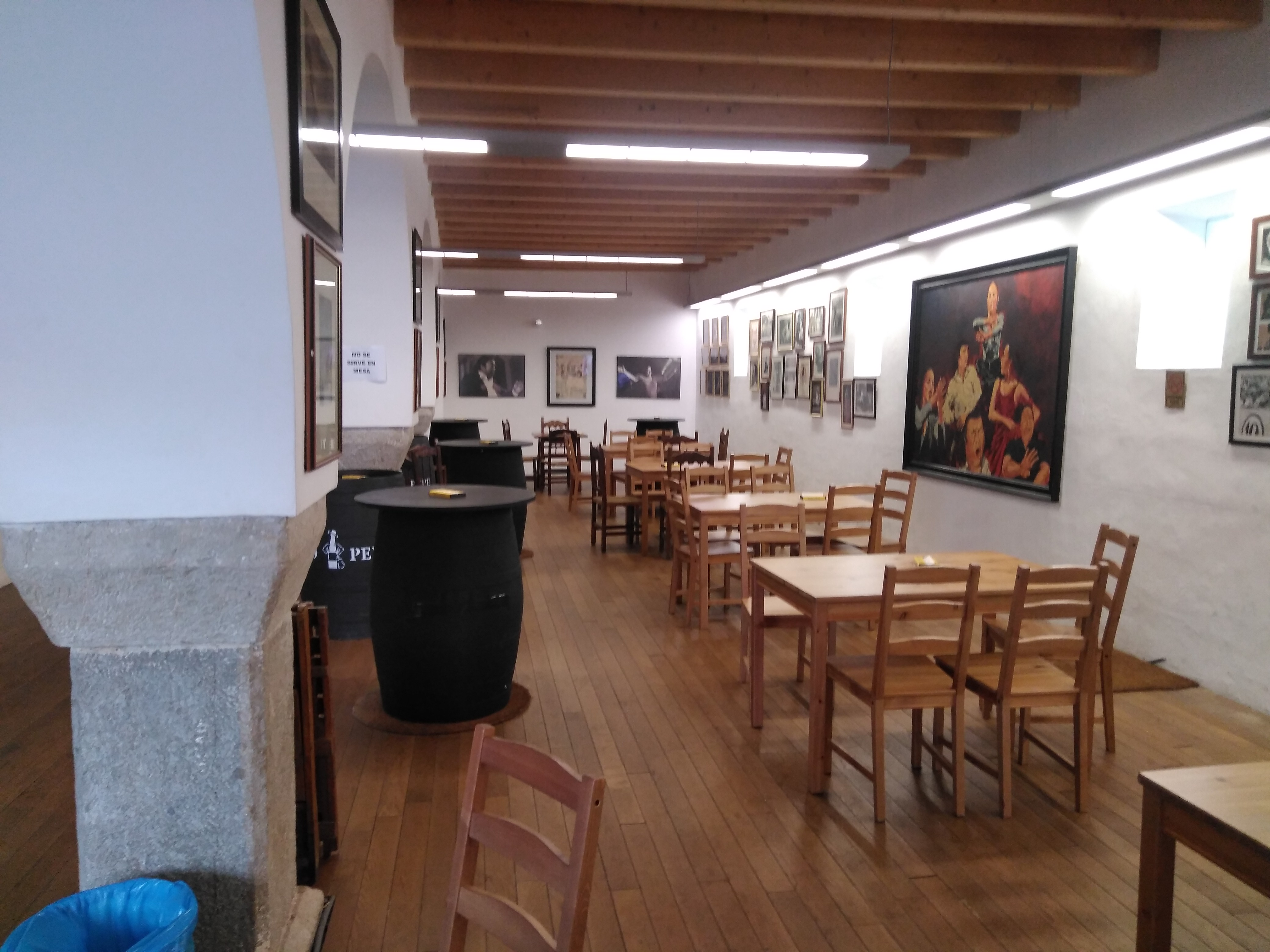
Interior de la Nave del Aceite

Junto al proyecto del Centro Nacional de Arte Flamenco, se rehabilitó el edificio Nave del Aceite para albergar el centro de recepción de visitantes. La primera planta del centro de recepción serían oficinas y la planta baja para atender a visitantes, tienda de souvenirs e información y promoción del recinto. Sin embargo, el parón general del proyecto provocó que el edificio fuera usado para exposiciones y más tarde cedido a la peña flamenca "Buena Gente" con objeto de dinamizar su entorno

## Fin del proyecto
Con la llegada de la Gran Recesión que llevó a una grave crisis económica en España, se paralizó el proyecto, que entonces estaba con la Nave del Aceite inaugurada y las obras de los cimientos del futuro Auditorio, que tenía una ubicación subterránea.
Durante todos aquellos años, el único proyecto que contó con presupuesto durante varios años hasta terminarse fue el tercer puente de la ciudad de Cádiz, dejando el Centro Nacional de Arte Flamenco en el olvido político.
En junio de 2018 se inauguró la nueva Plaza de Belén, que se había conseguido enterrando las obras del auditorio y por tanto, todo un proyecto el cual se había convertido en un lugar abandonado y lleno de matorrales.
De todo aquel complejo, los dos edificios construidos vivieron diferente suerte:
- 'Zoco de Artesanía': construido como dinamización del comercio al lado del futuro Centro Nacional de Arte Flamenco, el zoco artesano que había sido financiado en un 75% por Fondos Europeos para el Desarrollo Regional, fue derribado en febrero de 2022 para construir, en el mismo solar, el anunciado como Museo de Flamenco de Andalucía.[10]
- Nave del Aceite: siendo pensada como el Centro de Recepción de Visitantes, finalmente se adaptó como Museo de Lola Flores, inaugurándose en marzo de 2023.[11] no sin cierta polémica al no ser en el barrio de San Miguel, es decir, el barrio de Lola Flores